# Vingt-six Jours de la vie de Dostoïevski

Vingt-six Jours de la vie de Dostoïevski  (russe : Двадцать шесть дней из жизни Достоевского, Dvadtsat chest dneï iz jizni Dostoïevskogo) est un film dramatique soviétique de 1981 réalisé par Alexandre Zarkhi.

## Honneurs
Le film a été présenté à la 31e Berlinale où Anatoli Solonitsyne a gagné l'Ours d'argent du meilleur acteur.

## Synopsis
En octobre 1866, Dostoïevski doit livrer dans un court laps de temps le manuscrit d'un roman à l'éditeur Stellovski (ru). Sur les conseils d'amis, le romancier utilise les services d'une sténographe, Anna Grigorievna Snitkina. Grâce à cette collaboration, il est en mesure de terminer Le Joueur. Pendant ces vingt-six jours, un sentiment profond s'établit et Anna deviendra l'année suivante la deuxième épouse de l'écrivain.

## Fiche technique
- Photographie : Vladimir Klimov
- Décors : Lioudmila Koussakova
- Musique : Irakli Gabeli
- Son : Evgueni Fiodorov (ru)
- Production : Mosfilm

## Distribution
- Anatoli Solonitsyne : Fiodor Mikhaïlovitch Dostoïevski
- Yevgeniya Simonova : Anna Grigorievna Snitkina
- Ewa Szykulska : Avdotia Panaïeva
- Nikolaï Denissov : Michael, le fiancé d'Anna
- Evgueni Dvorjetski : Pavel Isaev, le beau-fils de Dostoïevski
- Iouri Katine-Iartsev : employé chez Stellovski
- Yuri Medvedev : l'inspecteur
- Vadim Alexandrov : le policier
- Tatiana Babanina : Fedosov
- Elena Kononenko : Anna Nikolaevna
- Yuri Komarov : l'étudiant
- Oleg Seagull : Korytin, l'écrivain
- Vladimir Pitsek :
- V. Klimov
- L. Novikov